# Bear Canyon Lake
Der Bear Canyon Lake ist ein See auf dem Mogollon Rim im Apache-Sitgreaves National Forest in Coconino County im US-Bundesstaat Arizona. Er ist 15 Meter tief und hat eine Fläche von 0,2 km². Er liegt in einer Höhe von 2304 m über dem Meeresspiegel.